# Coupe Gambardella 1989-1990
Navigation
Édition précédente Édition suivante
La coupe Gambardella 1989-1990 est la 36e édition de l'épreuve organisée par la Fédération française de football et ses ligues régionales. La compétition est ouverte aux équipes de football de jeunes dans la catégorie des 18 ans.

## Trente-deuxièmes de finale
| Équipe 1      | Résultat | Équipe 2 | T.a.b. |
| ------------- | -------- | -------- | ------ |
| SC Hazebrouck | 0-3      | Paris SG |        |

## Seizièmes de finale
Les résultats des seizièmes de finale de cette édition.
| Équipe 1            | Résultat | Équipe 2               | T.a.b. |
| ------------------- | -------- | ---------------------- | ------ |
| Nîmes Olympique     | 0-0      | Olympique de Marseille | 12-11  |
| Stade de Reims      | 0-2      | AS Saint-Etienne       |        |
| Angers SCO          | 1-3      | Brest Armorique FC     |        |
| Le Havre AC         | 3-0      | FC Rouen               |        |
| Lille OSC           | 5-1      | AS Cherbourg           |        |
| Olympique Lyonnais  | 0-0      | AS Nancy-Lorraine      | 4-3    |
| CS Louhans-Cuiseaux | 0-0      | Montpellier HSC        | 1-4    |
| AJ Auxerre          | 0-1      | RC Strasbourg          |        |
| INF Vichy           | 3-1      | FC Rambouillet         |        |
| FC Martigues        | 1-1      | Toulouse FC            | 5-4    |
| AS Saint-Priest     | 0-0      | FC Grenoble Dauphiné   | 3-4    |
| EA Guingamp         | 4-0      | Angoulême Charente FC  |        |
| FC Libourne         | 0-1      | Paris SG               |        |
| Racing Paris 1      | 0-0      | RC Lens                | 1-4    |
| Quimper CFC         | 2-0      | ES La Rochelle         |        |
| FC Metz             | 4-2      | US Orléans             |        |

## Huitièmes de finale
Les résultats des huitièmes de finale de cette édition.
| Équipe 1            | Résultat | Équipe 2           | T.a.b. |
| ------------------- | -------- | ------------------ | ------ |
| RC Strasbourg       | 0-0      | FC Grenoble        | 3-4    |
| AS Saint-Etienne    | 3-1      | Nîmes Olympique    |        |
| Montpellier HSC     | 0-2      | Olympique lyonnais |        |
| Brest Armorique     | 2-0      | Quimper CFC        |        |
| EA Guingamp         | 1-4      | INF Vichy          |        |
| Racing Club de Lens | 2-1      | Le Havre AC        |        |
| Paris SG            | 2-0      | Lille OSC          |        |
| FC Martigues        | 3-1      | FC Metz            |        |

## Quarts de finale
Les quarts de finale se jouent le 11 avril 1990.
| Équipe 1           | Résultat | Équipe 2            | T.a.b. |
| ------------------ | -------- | ------------------- | ------ |
| AS Saint-Etienne   | 0-1      | Brest Armorique     |        |
| Olympique lyonnais | 3-0      | INF Vichy           |        |
| FC Grenoble        | 1-1      | Racing Club de Lens | 4-3    |
| Paris SG           | 3-1      | FC Martigues        |        |

## Demi-finale
Les demi-finales débutent à Châteauroux le 25 avril 1990.
| Équipe 1        | Résultat | Équipe 2           | T.a.b. |
| --------------- | -------- | ------------------ | ------ |
| Brest Armorique | 2-1      | Olympique lyonnais |        |
| FC Grenoble     | 2-1      | Paris SG           |        |

## Finale
| Équipe 1        | Résultat | Équipe 2    | T.a.b. |
| --------------- | -------- | ----------- | ------ |
| Brest Armorique | 3-1      | FC Grenoble |        |

Il s'agit de la première finale du Brest Armorique en coupe Gambardella et de la première victoire du club dans l'épreuve, après avoir été demi-finaliste en 1981 et quart-de-finaliste en 1987. C'est la deuxième défaite en finale du FC Grenoble après l'édition 1987.
Feuille de match
| Finale     | Brest Armorique FC | 3 - 1   | FC Grenoble Dauphiné | Stade de l'Ill, Mulhouse |  |
| 2 mai 1990 | Cujard · Cujard · Guivarc'h |         | ? |                          |  |
| 2 mai 1990 | Frédéric Guéguen - Lionel Riou, Erwan Manac'h, Xavier Recober, Sébastien Coualan - Olivier Provost, Laurent David, Stéphane Cario, Maximin G'belle (Régis Corre) - Bertrand Cujard (Sacha Kasarevic), Stéphane Guivarc'h Entraîneur : Jean-Philippe Jambou | Équipes | David Malatrait - Olivier Saragaglia, Olivier Bochu, ?, ? - Stéphane Garcia, ?, ?, Philippe Godoy - Jean-Marie Noubia, Jérôme Collomb Entraîneur : Roger Garcin |                          |  |